# Tramwaje w Rostowie nad Donem

Schemat sieci tramwajowej

Tramwaje w Rostowie nad Donem − system komunikacji tramwajowej działający w rosyjskim mieście Rostów nad Donem. 

## Historia
Pierwsze tramwaje konne na ulice Rostowa wyjechały w 1887. Linie tramwaju konnego zelektryfikowano w latach 1901−1903. Równocześnie w ówczesnej miejscowości Nachiczewań (obecne okolice pętli Sielmasz) rozwijał się osobny system tramwajowy. Tramwaje konne uruchomiono w 1890, a tramwaje elektryczne, które zastąpiły konne, w 1902. W 1918 połączono obie sieci. W czasie II wojny światowej w latach 1941−1943 nastąpiła przerwa w kursowaniu tramwajów. Po wojnie rozbudowywano sieć tramwajową, która w 1990 osiągnęła swoją największą długość tras - 120 km. W ostatnich latach zlikwidowano część sieci tramwajowej i obecnie długość tras wynosi 82 km. W Rostowie jest 5 linii (1, 4 lewa, 4 prawa, 7, 10). Linia nr 4 jest linią okrężną. 

## Tabor
W Rostowie najwięcej jest wagonów typu KTM-5U. Najnowszymi wagonami w Rostowie są tramwaje KTM-19KU z lat 2004−2008 oraz KTM-19KTU z 2008. Łącznie w Rostowie są 72 wagony:
| zdjęcie | model      | liczba sztuk |
| ------- | ---------- | ------------ |
|         | KTM-5U     | 24           |
|         | Tatra T6B5 | 17           |
|         | KTM-19KU   | 17           |
|         | KTM-8K     | 11           |
|         | KTM-19KTU  | 2            |
|         | Tatra T3SU | 1            |

Tabor techniczny składa się z 7 tramwajów.